# Let's Hear It for the Boy (canción)
«Let's Hear It for the Boy» es una canción de Deniece Williams que apareció en la banda sonora de la película Footloose. La canción fue lanzada como sencillo tanto de la banda sonora como de su álbum del mismo nombre el 14 de febrero de 1984 por Columbia Records. Fue escrita por Tom Snow y Dean Pitchford y producida por George Duke.
La canción se convirtió en el segundo número uno de Williams en el Billboard Hot 100 de Estados Unidos el 26 de mayo de 1984, también encabezó las listas Dance Club Songs y R&B de Billboard, y alcanzó el número dos en la UK Singles Chart del Reino Unido.  
Fue nominada para un Premio de la Academia a la Mejor Canción Original, además fue certificada platino en los Estados Unidos y oro en Canadá y el Reino Unido por la Recording Industry Association of America, Music Canada y la Industria Fonográfica Británica, respectivamente. 
El video musical fue lanzado a mediados de abril de 1984. La canción cuenta con los coros de George Merrill y Shannon Rubicam, quienes luego formarían el dúo Boy Meets Girl. 
En 2011, la cantante de country Jana Kramer hizo una versión de la canción para el remake de la película Footloose. 

## Posicionamiento en listas
| Lista (1984)                                                 | Posición |
| ------------------------------------------------------------ | -------- |
| Argentina (UPI)                                              | 10       |
| Alemania Occidental (Offizielle Deutsche Charts)             | 10       |
| Australia (Kent Music Report)                                | 3        |
| Bélgica (Flandes) (Ultratop 50)                              | 5        |
| Canadá Top Singles (The Record)                              | 1        |
| Canadá (RPM Top Singles)                                     | 1        |
| Estados Unidos (Billboard Hot 100)                           | 1        |
| Estados Unidos (Adult Contemporary)                          | 3        |
| Estados Unidos (Hot Dance Club Songs)                        | 1        |
| Estados Unidos (Hot R&B/Hip-Hop Songs)                       | 1        |
| Estados Unidos Cash Box Top 100 Singles                      | 1        |
| Estados Unidos Top 100 Black Contemporary Singles (Cash Box) | 1        |
| Europa (European Top 100 Singles)                            | 7        |
| Irlanda (IRMA)                                               | 2        |
| Nueva Zelanda (Recorded Music NZ)                            | 2        |
| Reino Unido (Official Charts Company)                        | 2        |
| Paraguay (UPI)                                               | 10       |
| Países Bajos (Dutch Top 40)                                  | 4        |
| Países Bajos (Mega Single Top 100)                           | 5        |

## Músicos
- Deniece Williams - voz principal, coros
- George Merrill - coros
- Shannon Rubicam - coros
- George Duke - productor, bajo sintetizado, programación
- Paul Jackson, Jr. – guitarras
- Paulinho da Costa – percusión
- Tom Snow – compositor
- Dean Pitchford – compositor